# Adam Daraż
Adam Andrzej Daraż (ur. 26 września 1953 w Łańcucie, zm. 2 czerwca 2008 w Chicago) – polski polityk, rolnik, senator III kadencji.

## Życiorys
Syn Bronisława i Zofii. Absolwent Technikum Mechanicznego w Łańcucie, które ukończył w 1973, następnie do 1976 pracował jako konstruktor w Fabryce Śrub w tym mieście. Od 1978 prowadził gospodarstwo rolne. W latach 80. był członkiem Niezależnego Samorządnego Związku Zawodowego Rolników Indywidualnych „Solidarność”. Od 1978 należał do Zjednoczonego Stronnictwa Ludowego, następnie przystąpił do Polskiego Stronnictwa Ludowego, zasiadał w radzie naczelnej tej partii.
Z ramienia PSL w wyborach w 1993 został wybrany na senatora z województwa rzeszowskiego do Senatu III kadencji. W latach 1993–1997 pełnił funkcje zastępcy przewodniczącego Komisji Inicjatyw i Prac Ustawodawczych, członka Komisji Ochrony Środowiska (od 1996), Komisji Samorządu Terytorialnego i Administracji Państwowej (do 1993), Komisji Spraw Emigracji i Polaków za Granicą (do 1996), Komisji Konstytucyjnej Zgromadzenia Narodowego.
W 1997 nie został ponownie wybrany, później wycofał się z bieżącej polityki. Przeszedł na rentę, w 2000 wyjechał do Stanów Zjednoczonych, gdzie w 2008 zmarł. Pochowany na cmentarzu parafialnym w Łańcucie Podzwierzyńcu.
W 2000 otrzymał Krzyż Kawalerski Orderu Odrodzenia Polski.